# اوکازو

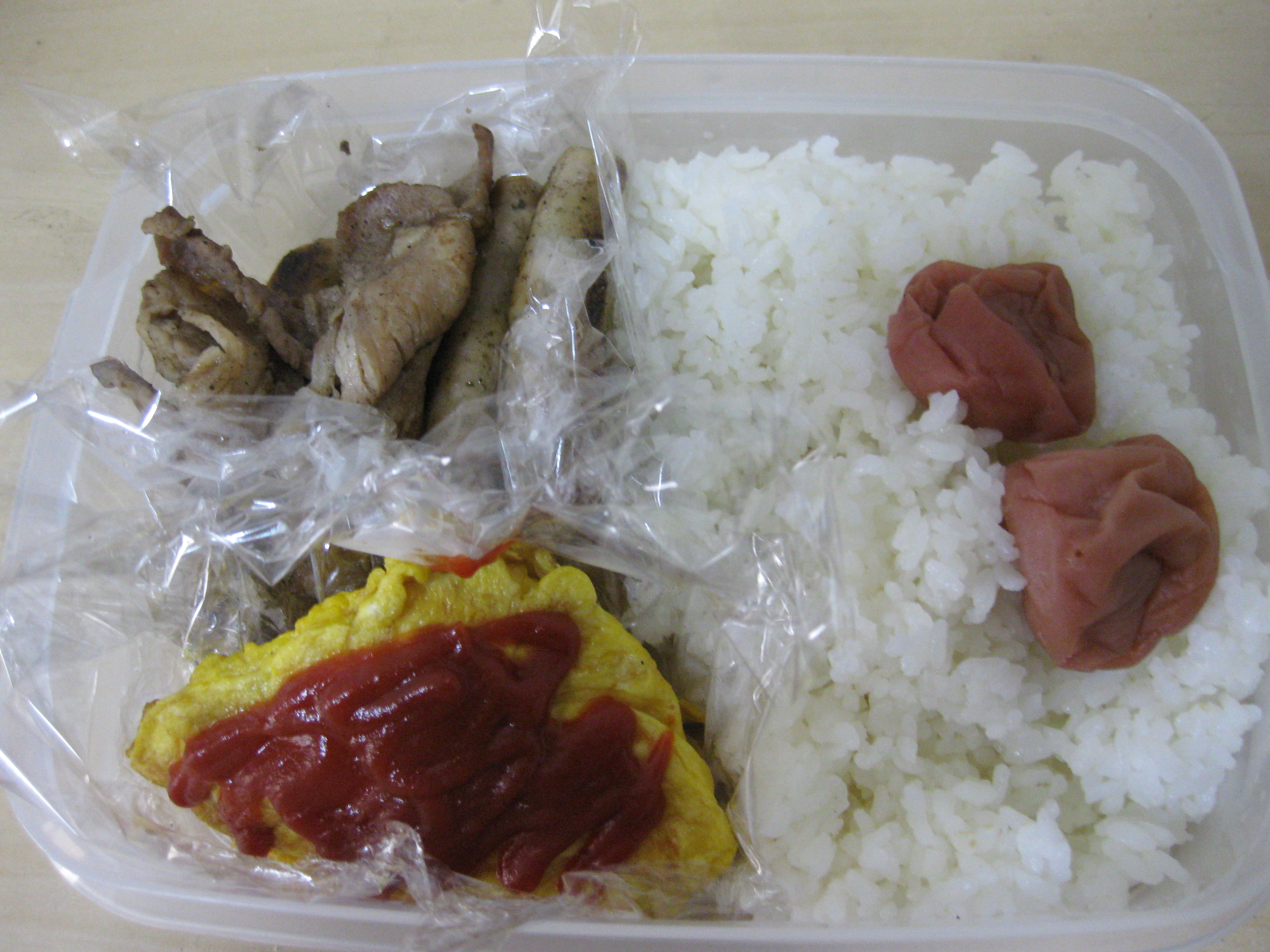
اوبنتو (غذای همراه) به همراه اوکازو یا مکمل غذای اصلی یعنی برنج

اُوکازو (به ژاپنی: 御数、御菜 おかず yakiudon) در صورت غذا به زبان ژاپنی به طیف گوناگونی از انواع غذا گفته می‌شود که همراه غذای اصلی است. مترادف این واژه غذای مکمل است. 
همچنین در غذاخوری‌های استان اوکیناوا یک نوع غذا به نام اوکازو در صورت غذا وجود دارد که در آن بر روی گوشت خوک و سبزیجات سرخ شده تخم مرغ نیمرو قرار داده می‌شود. 